# 皮斯河吊桥
皮斯河吊桥（英語：Peace River Suspension Bridge）是加拿大卑诗省Taylor附近的一座跨过皮斯河的悬索桥，于1943建成通车，在当时皮斯河吊桥是阿拉斯加公路最长的桥梁，长约2,130英尺，在1957年10月16日倒塌此后又在同一位置建了皮斯河大桥。